# Phostria cleodalis
Phostria cleodalis là một loài bướm đêm trong họ Crambidae.